# Vliv světla na sbírkové předměty

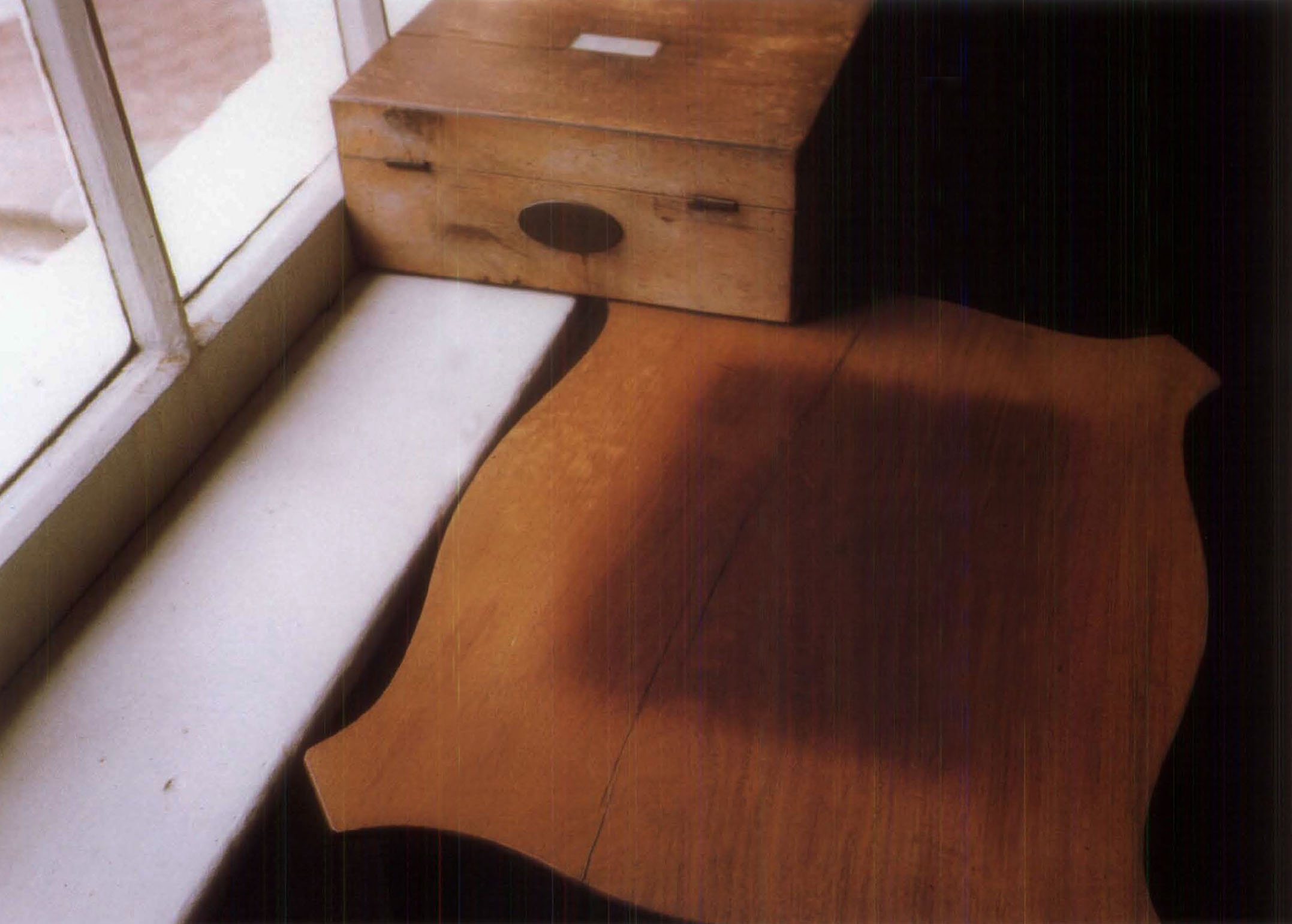
Viditelné poškození stolové desky v místech, kde nebyla zakryta krrabicí

Světlo je jako forma energie a část elektromagnetického záření jedním z deseti činitelů poškození charakterizovaných v preventivní ochraně sbírkových předmětů. Způsobuje skrze fotochemické reakce kumulativní a nevratné poškození materiálu předmětu, které se paměťové instituce snaží omezit pomocí soustavy doporučení a pravidel.

## Poškozující světelné vlivy
Fotochemické reakce zářícího světla a ozařovaného materiálu společně působí řadu degradačních procesů. Obecně platí, že čím má světlo vyšší energii, tím je škodlivější. Různé materiály mají různou prahovou citlivost a jsou odlišně choulostivé. U citlivých materiálů proto může i nízká energie vyvolat chemické změny, které jsou nevratné a kumulativní. Poškození světlem se projevuje odlišně u různých materiálů. Obecně lze ale říci, že klasické projevy poškození světelným zářením jsou křehkost – ztráta mechanické pevnosti, praskliny, vyblednutí barev, žloutnutí. Zároveň jsou světelné podmínky ovlivněny dalšími okolními faktory, např. vlhkostí, teplotou, přítomností kyslíku atd.
Při předcházení poškození vlivem světla jsou brány v úvahu tyto faktory:
- Charakteristiku dopadajícího světla na předmět, která je dána vlnovou délkou záření (nanometry). Platí zde, že se snižující se vlnovou délkou, neboli, zvyšující se frekvencí, energie fotonu roste.

- Celkový osvit předmětu, který závisí na délce světelné expozice (lxh/rok).
- Charakteristika osvětlovaného předmětu, která závisí na druhu materiálu, aktuálního stavu předmětu, jeho současného poškození, historii, dřívějšímu vystavování světelným a jiným vlivům, charakteru a míře poškození.[1]

#### Standardy hodnot osvětlení
Exponáty je možné před poškozením chránit nízkou hladinou osvětlení. Lidské oko se dokáže přizpůsobit široké škále osvětlení, takže je možné umístit exponáty do méně osvětlených prostor. Oko však potřebuje na přizpůsobení čas, proto je dobré ve výstavních prostorách osvětlení snižovat od vchodu postupně. Míra osvětlení je měřena v luxech.
| Kategorie citlivosti | Horní limit osvětlenosti [lx] | Převládající materiál |
| -------------------- | ----------------------------- | --- |
| Velmi citlivé        | 50                            | barvené organické materiály, textil, akvarel, fotografie, tapiserie, kůže, plakáty, peří, kožešina, biologické vzorky, rukopisy |
| Středně citlivé      | 200                           | nebarvené organické materiály, olejové a temperové malby, dřevo s povrchovou úpravou                                            |
| Málo citlivé         | 300                           | kovy, kámen, keramika, některá skla                                                                                             |

## Druhy světla
Světlo lze rozdělit na přirozené (denní) – Slunce, a umělé, jako jsou žárovky, zářivky, diody a výbojky). Oba zdroje způsobují kumulativní a nereverzibilní poškození materiálu, proto je velice důležité při uchovávání předmětů (kulturní památky, historicky významné předměty, starožitnosti apod.) je těmto faktorům světla nevystavovat nebo záření regulovat a kontrolovat. V oblasti ochrany sbírkových předmětů před degradačními procesy, které světlo způsobuje, se pohybujeme ve viditelném a ultrafialovém spektru tohoto záření. Oba typy totiž mohou a vyvolávají na povrchu předmětu chemické změny v molekulách materiálu a tím způsobují jeho degradaci a poškození.

### Přirozené a umělé zdroje světla

#### Přirozený zdroj světla:
- Jediným přirozeným zdrojem světla je Slunce, které vykazuje vysoký podíl UV záření. Předměty proto na přímé sluneční světlo nelze exponovat. Chránit je můžeme buď zatemněním oken nebo vlepením fólií nepropouštějících UV záření.

#### Umělé zdroje světla:
- Žárovky

Obsahují malý podíl UV záření, ale naopak vysoký podíl IČ (infračerveného) záření, které vyzařuje teplo působící na předměty. Proto nejsou vhodné pro osvětlování vitrín. Zároveň mají krátkou dobu života a malý měrný výkon. 
- Zářivky

Zářivky nemají negativní vliv na předmět, v případě, že nejsou pořízeny ve velice nízké kvalitě. Jsou vhodné pro osvětlování a k jejich dobrým vlastnostem patří i velké rozměry vyzařovací plochy.
- Indukční výbojky

U těchto světelných zdrojů nedochází k opotřebování elektrod, tudíž jejich doba života je velice dlouhá. Další výhodou je podání barev. Nevýhodou je vysoká cena.
- Vysokotlaké rtuťové výbojky

Tyto typy světel vyzařují modrozelené a modrobílé světlo bez podílu červené složky, které způsobuje velice zkreslený vizuální vjem z vystaveného předmětu.
- Halogenidové výbojky

Nevýhodou těchto světel je poměrně vysoký podíl UV záření, je nutné toto záření odfiltrovat. Nejsou také vhodná pro časté zhasínání a rozsvícení. Výbojky ale poskytují příjemné bílé světlo a vjem barev, než jiné světelné zdroje.
- Nízkotlaké sodíkové výbojky

Ve světle nízkotlakých výbojek je nulový index podání barev, tzn. prakticky se nerozlišují. Proto se používají pouze výjimečně a spíše pro speciální účely.
- Vysokotlaké sodíkové výbojky

Výbojky se používají pro veřejné osvětlení ulic a exteriéru a pro venkovní nasvícení památkových objektů. Do interiéru se nepoužívají. Jejich nedostatkem je nekvalitní podání barev.
- Světelné diody

Předměty památkové povahy je možné vystavovat pod světelnými diodami. Jejich výhodou je dlouhá životnost, příjemné bílé světlo a snadná regulace. Nevýhodou je naopak vyšší cena. 
- Fotografické blesky

Tento způsob osvětlení překračuje tolerovaný podíl UV záření. Světelná expozice však trvá velice krátkou dobu. Je nutné v tomto případě regulovat četnost užití těchto světel a zapínat je na co nejkratší dobu.
- Fotokopírovací a skenovací zařízení

U těchto zařízení nehrozí poškození při jednorázovém kopírování. Při vyšší četnosti se ale negativní účinky, byť malé, načítají a kumulují. Doporučuje se pořídit kvalitní digitální kopii a její následné užívání s tím, že originál je ušetřen dalšího kopírování.

### Měření parametrů světla
Aby bylo zajištěno, že úroveň intenzity osvětlení odpovídá předepsaným standardům a že prostředky chránící před UV zářením jsou funkční, je nutné alespoň jednou ročně osvětlení měřit pomocí speciálního vybavení, jako je například luxmetr, který měří okamžitou úroveň intenzity osvětlení. Vhodnější je užívání dlouhodobějšího monitoringu pomocí tzv. dataloggerů, které ve zvoleném intervalu načítají okamžitou hodnotu úrovně osvětlení a ukládají ji do paměti. Pro zjištění kumulativní dávky dopadajícího světla je možno použít tzv. aktinometry, což jsou jednorázově použitelné podložky s nanesenou světlocitlivou látkou. Ta vlivem světla mění svou barvu, takže je možno pomocí kalibrované škály odečíst rámcovou světelnou expozici. 

## Ochrana proti světelným účinkům

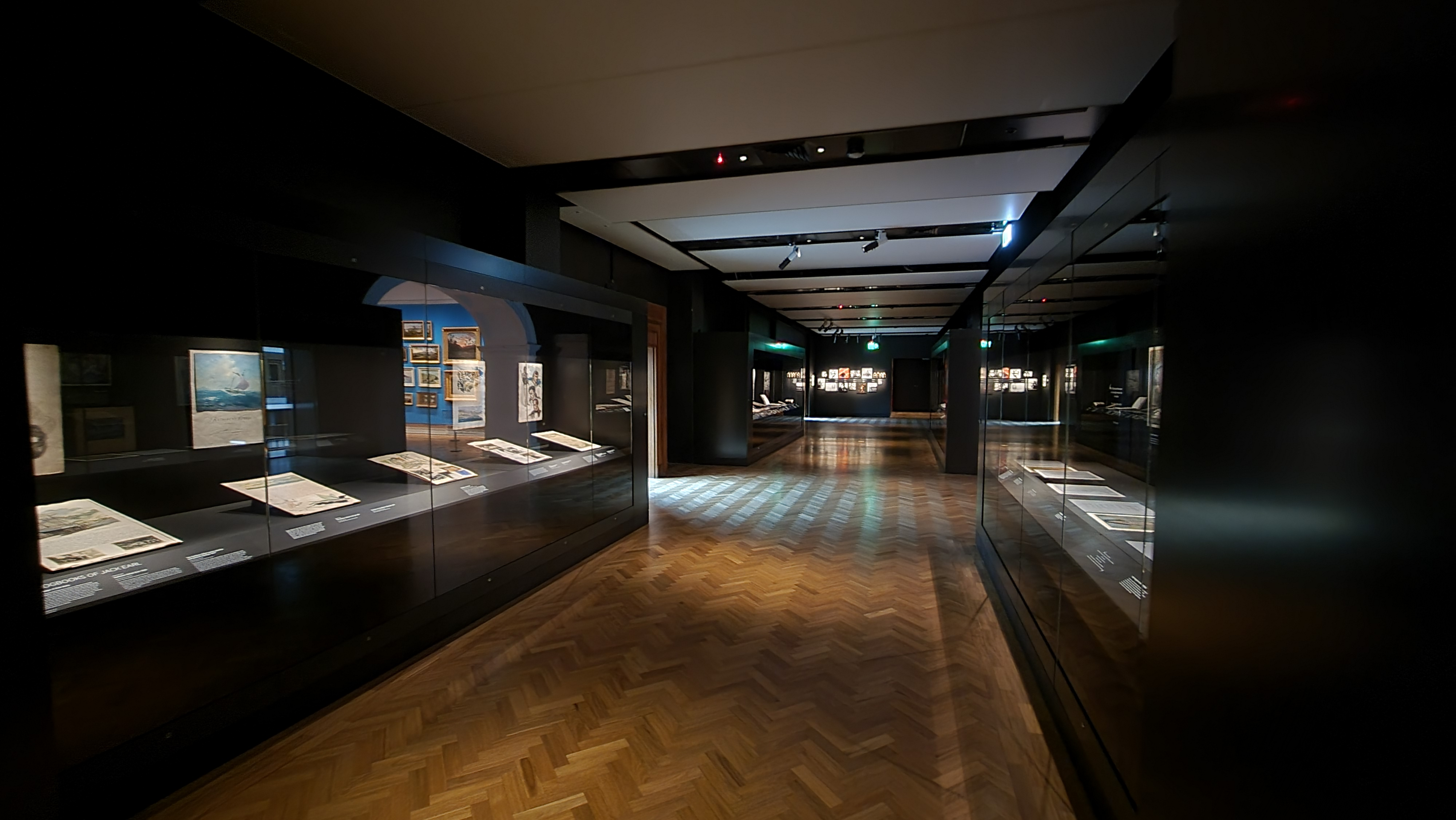
Zatemnělý prostor výstavy s umělým osvětlením, které je voleno tak, aby poškození světlem bylo co nejmenší

### Obecné principy
Pro vhodný a bezpečný způsob osvětlení předmětů je nutné přistoupit ke komplexnímu řešení zohledňující veškerá hrozící rizika. Při běžné výstavní praxi dochází k protichůdným požadavkům: na jedné straně stojí návštěvníci očekávající co nejlepší zážitek z vystavovaných předmětů díky dokonalému barevnému podání a maximálnímu rozlišení detailů, k čemuž je ale nutná vysoká úroveň osvětlení. Na straně druhé stojí památková ochrana, jejímž cílem je minimalizovat negativní vlivy osvětlení na předměty muzejní povahy, což naopak vyžaduje sníženou úroveň osvětlení. Proto je nutné mezi těmito dvěma požadavky hledat kompromis, přičemž primárně je žádoucí respektovat podmínky ochrany exponátů. 

### Základní způsoby ochrany ve výstavních prostorách
Nejefektivnějším opatřením je úplné zamezení nebo alespoň omezení vstupu světla do objektu, k čemuž se používají exteriérové stavební prvky, jako například okenice, venkovní žaluzie nebo markýzy. Tyto prvky bývají doplněny ochrannými prvky v interiéru, jako jsou závěsy, rolety, vnitřní okenice, okenní sklo nebo výmalba titanovou či zinkovou bělobou, která zajistí částečné pohlcení UV složky světla. Dalšími doplňkovými opatřeními mohou být například instalace UV fólie nebo UV laku na interiérovou stranu okenního skla. Účinnost takových opatření však v čase klesá, proto je potřeba v určitých časových intervalech ověřovat světelné charakteristiky kontrolním měřením. Dalším způsobem preventivní ochrany je vhodná volba světelných zdrojů, přičemž je nutno dbát na vhodné nastavení intenzity osvětlení, provozního režimu, vlnovou charakteristiku použitého světla a podíl UV záření. Částečně omezit negativní vliv umělého světla je také možné vhodným vzájemným umístěním světelného zdroje a vystavovaného předmětu.  Vystavení předmětů vlivu světla lze také snížit tím, že se zajistí rozsvícení zdrojů světla pouze tehdy, když jsou přítomni lidé, a to buď zapínáním a vypínáním světel personálem, časovými spínači nebo pohybovými senzory.

### Ochrana před světlem v depozitářích
V depozitárním režimu je na rozdíl od výstavních prostor možno pracovat s daleko příznivějšími podmínkami. Přístup světla do depozitářů by měl být naprosto omezen, okenní otvory se doporučuje zaslepit. Pokud se na zaslepení okenních otvorů použijí izolační materiály, jako například EPS nebo minerální vata, může toto opatření přispět i ke zlepšení tepelně-izolačních vlastností depozitáře. Deponované předměty by měly být vyjímány na světlo pouze pro badatelské účely nebo z důvodu inventarizace. I v těchto případech je ale nutné dodržovat doporučený ochranný režim – tedy osvětlení pouze na nutnou dobu, respektování doporučené úrovně osvětlení, vhodný zdroj světla a podobně.